# Geurt Gijssen
Geurt Gijssen  (Emmerik, 15 augustus 1934) is een Nederlandse internationale schaakarbiter (1979). Sinds 2013 is hij erelid van de internationale schaakfederatie FIDE (2013).

## Biografie
Geurt Gijssen is geboren in Emmerik (Duitsland), waar zijn vader werkte voor een tabaksfabrikant. Na de Tweede Wereldoorlog keerde het gezin terug naar Nederland. 
Sinds 1952 woont hij in Nijmegen, waar hij van 1961 tot zijn pensionering in 1985 werkte als wiskundeleraar op de Nijmeegse Scholengemeenschap Groenewoud.
Geurt Gijssen, lid en erelid van de Nijmeegse schaakclub SMB is een bekende scheidsrechter van schaaktoernooien. Hij haalde in 1973 het Nederlands Jeugdkampioenschap schaken naar Nijmegen en trad toen op als schaakarbiter. Daarna is hij arbiter van het Open Nederlands Kampioenschap, het IBM-toernooi en het Europese Jeugdkampioenschap, waarmee hij in 1979 had voldaan aan de FIDE voorwaarden om tot internationaal schaakarbiter te worden benoemd. Hij was de hoofdscheidsrechter van meerdere schaakolympiades (1998, 2000, 2002, 2006), evenals van een aantal internationale  wedstrijden en van toernooien voor wereldkampioenschappen schaken :
- Garry Kasparov - Anatoly Karpov (1987, 1990),
- Anatoly Karpov - Gata Kamsky (1996),
- Anatoly Karpov - Vishwanathan Anand (1998),
- FIDE Wereldkampioenschap schaken (1999),
- Vladimir Kramnik - Veselin Topalov (2006).

Hij was 20 jaar voorzitter van het Rules and Tournament Regulations Committee van de FIDE. Als internationale autoriteit op het gebied van spelregels en reglementen heeft hij jarenlang een kroniek geschreven op de site chesscafe onder de titel An arbiters notebook.
In 2013 werd hij erelid van de FIDE, in 2014 erelid van de Nederlandse Schaakbond en in 2019 ontving hij de Gouden Pion voor beste Europese Schaakarbiter van de Europese Schaakunie.
Geurt Gijssen heeft een grote, en ook bijzondere verzameling van ongeveer 9000 boeken over schaken. Daarnaast heeft hij een unieke verzameling notatieformulieren en andere schaakparafernalia opgebouwd.